# Malec aéronaute
Pour plus de détails, voir Fiche technique et Distribution.
Malec aéronaute (titre original : The Balloonatic) est un film muet américain écrit et réalisé par Buster Keaton et Edward F. Cline sorti en 1923.

## Synopsis
Cœur désespérément solitaire, Buster erre au parc d'attraction lorsqu'il se retrouve par accident emporté sur une montgolfière. Cette dernière l'emmène fort loin et après un atterrissage forcé au bord d'une rivière, notre héros fait la connaissance d'une jolie campeuse.

## Fiche technique
- Titre : Malec aéronaute
- Titre original : The Balloonatic (Balloonatic, autre titre)
- Réalisation : Buster Keaton et Edward F. Cline
- Scénario : Buster Keaton et Edward F. Cline
- Photographie : Elgin Lessley
- Direction technique : Fred Gabourie
- Producteur : Joseph M. Schenck
- Société de production : Buster Keaton Comedies
- Société de distribution : First National Pictures
- Pays de production :  États-Unis
- Langue : film muet  avec les intertitres en anglais
- Format : Noir et blanc — 35 mm — 1,37:1 — Muet
- Genre : Comédie
- Durée : deux bobines
- Dates de sortie : 
  - États-Unis : 22 janvier 1923

## Distribution
- Buster Keaton : le jeune homme
- Phyllis Haver : la jeune femme
- Babe London : la jeune fille corpulente au parc d'attraction